# 西経71度線
西経71度線（せいけい71どせん）は、本初子午線面から西へ71度の角度を成す経線である。北極点から北極海、北アメリカ、大西洋、カリブ海、南アメリカ、太平洋、南極海、南極大陸を通過して南極点までを結ぶ。
西経71度線は、東経109度線と共に大円を形成する。

## 通過する地域一覧
西経71度線は、北極点から南極点まで南に向かって以下の場所を通っている。
| 地理座標                                             | 国土・領土・領海 | 備考 |
| ---------------------------------------------------- | ---------------- | --- |
| 北緯90度0分 西経71度0分 / 北緯90.000度 西経71.000度  | 北極海           | |
| 北緯83度6分 西経71度0分 / 北緯83.100度 西経71.000度  | カナダ           | ヌナブト準州 – エルズミーア島 |
| 北緯79度50分 西経71度0分 / 北緯79.833度 西経71.000度 | ネアズ海峡       | |
| 北緯78度37分 西経71度0分 / 北緯78.617度 西経71.000度 | グリーンランド   | |
| 北緯77度46分 西経71度0分 / 北緯77.767度 西経71.000度 | バフィン湾       | |
| 北緯77度28分 西経71度0分 / 北緯77.467度 西経71.000度 | グリーンランド   | ハーバード島（英語版）（ケケルタルスアーク） |
| 北緯77度22分 西経71度0分 / 北緯77.367度 西経71.000度 | バフィン湾       | |
| 北緯77度9分 西経71度0分 / 北緯77.150度 西経71.000度  | グリーンランド   | |
| 北緯76度58分 西経71度0分 / 北緯76.967度 西経71.000度 | バフィン湾       | |
| 北緯71度3分 西経71度0分 / 北緯71.050度 西経71.000度  | カナダ           | ヌナブト準州 – バフィン島、ビッグ島（英語版） |
| 北緯62度49分 西経71度0分 / 北緯62.817度 西経71.000度 | ハドソン海峡     | |
| 北緯61度8分 西経71度0分 / 北緯61.133度 西経71.000度  | カナダ           | ケベック州 |
| 北緯45度21分 西経71度0分 / 北緯45.350度 西経71.000度 | アメリカ合衆国   | メーン州 ニューハンプシャー州（北緯43度58分 西経71度0分 / 北緯43.967度 西経71.000度から） マサチューセッツ州（北緯42度52分 西経71度0分 / 北緯42.867度 西経71.000度から） |
| 北緯42度21分 西経71度0分 / 北緯42.350度 西経71.000度 | 大西洋           | ボストン港（英語版） – ボストン（ アメリカ合衆国・マサチューセッツ州、北緯42度22分 西経71度3分 / 北緯42.367度 西経71.050度）の東を通過 |
| 北緯42度16分 西経71度0分 / 北緯42.267度 西経71.000度 | アメリカ合衆国   | マサチューセッツ州 |
| 北緯41度31分 西経71度0分 / 北緯41.517度 西経71.000度 | 大西洋           | カッティーハンク島（英語版）（ アメリカ合衆国・マサチューセッツ州、北緯41度25分 西経70度57分 / 北緯41.417度 西経70.950度）の西を通過 マーサズ・ヴィニヤード島（ アメリカ合衆国・マサチューセッツ州、北緯41度20分 西経70度50分 / 北緯41.333度 西経70.833度）の西を通過 グランドターク島（ タークス・カイコス諸島、北緯21度30分 西経71度7分 / 北緯21.500度 西経71.117度）の東を通過 |
| 北緯19度56分 西経71度0分 / 北緯19.933度 西経71.000度 | ドミニカ共和国   | イスパニョーラ島 |
| 北緯18度18分 西経71度0分 / 北緯18.300度 西経71.000度 | カリブ海         | |
| 北緯11度6分 西経71度0分 / 北緯11.100度 西経71.000度  | ベネズエラ       | |
| 北緯6度59分 西経71度0分 / 北緯6.983度 西経71.000度   | コロンビア       | |
| 南緯2度17分 西経71度0分 / 南緯2.283度 西経71.000度   | ペルー           | |
| 南緯4度23分 西経71度0分 / 南緯4.383度 西経71.000度   | ブラジル         | アマゾナス州 アクレ州（南緯8度0分 西経71度0分 / 南緯8.000度 西経71.000度から） |
| 南緯9度49分 西経71度0分 / 南緯9.817度 西経71.000度   | ペルー           | |
| 南緯17度53分 西経71度0分 / 南緯17.883度 西経71.000度 | 太平洋           | |
| 南緯27度41分 西経71度0分 / 南緯27.683度 西経71.000度 | チリ             | |
| 南緯36度29分 西経71度0分 / 南緯36.483度 西経71.000度 | アルゼンチン     | |
| 南緯38度21分 西経71度0分 / 南緯38.350度 西経71.000度 | チリ             | |
| 南緯38度46分 西経71度0分 / 南緯38.767度 西経71.000度 | アルゼンチン     | |
| 南緯52度0分 西経71度0分 / 南緯52.000度 西経71.000度  | チリ             | |
| 南緯53度48分 西経71度0分 / 南緯53.800度 西経71.000度 | マゼラン海峡     | |
| 南緯54度5分 西経71度0分 / 南緯54.083度 西経71.000度  | チリ             | アラセナ島（英語版）、フエゴ島、ステュワート島（英語版）、ロンドンデリー島（英語版） |
| 南緯54度59分 西経71度0分 / 南緯54.983度 西経71.000度 | 太平洋           | |
| 南緯60度0分 西経71度0分 / 南緯60.000度 西経71.000度  | 南極海           | |
| 南緯68度52分 西経71度0分 / 南緯68.867度 西経71.000度 | 南極大陸         | アレクサンダー島、本土 – アルゼンチン（アルゼンチン領南極）と チリ（チリ領南極）と イギリス (イギリス領南極地域)が領有権を主張 |